# Ferdinand de Jouvencel
Pour les autres membres de la famille, voir Famille de Jouvencel.
Ferdinand Aldegonde de Jouvencel, né à Versailles le 25 juillet 1804, mort à Ville-d'Avray le 29 juin 1873, est un conseiller d'État et homme politique français.
Polytechnicien, Ferdinand de Jouvencel commence par être officier d'artillerie, puis devient juriste et entre au Conseil d'État. Député du centre gauche sous la Monarchie de juillet de 1842 à 1848, il est nommé ensuite conseiller d'État, mais il s'oppose au coup d'État de 1851 et est mis à la retraite. 
Après le Second Empire, il est nommé président du Conseil d'État provisoire en 1870-1871. Il est ensuite député de 1871 à 1873 ; il est républicain constitutionnel, libéral et catholique.

## Biographie

### Jeunesse, formation, début de carrière

Armes des Jouvencel

Ferdinand de Jouvencel, né en 1804, issu d'une famille d'origine lyonnaise, est le fils de Blaise de Jouvencel (1762-1840), maire de Versailles et député.
Reçu 19e à l'École polytechnique en 1822, Ferdinand de Jouvencel en sort 74e et devient officier d'artillerie en 1824 à la sortie de l'école. 
Il donne sa démission en 1825, suit des études de droit, et s'inscrit comme avocat au barreau de Paris en 1827 ; il entre ensuite au Conseil d'État,. Auditeur en 1830, auditeur de première classe en 1831, il devient en 1832 maître des requêtes en service ordinaire. Il se fait remarquer comme rapporteur au contentieux. 
Il remplit en 1835-1836 une mission en Algérie avec Jean-Jacques Baude et Justin de Chasseloup-Laubat, et reçoit ensuite la Légion d'honneur.

### Député sous la monarchie de Juillet
En 1842, Jouvencel accepte la candidature indépendante qui lui est offerte dans le 10e arrondissement de Paris, et il est élu député par 684 voix sur 1 180 votants, soit 58 % des suffrages exprimés, contre le candidat du gouvernement, M. de Jussieu. 
Ferdinand de Jouvencel siège au centre gauche et défend les intérêts de son arrondissement. Il vote généralement avec la frange dite de l'opposition dynastique, les monarchistes constitutionnels de gauche. Selon certaines sources, il vote pour que les fonctionnaires ne puissent pas être éligibles à la Chambre ; mais selon d'autres sources, il aurait au contraire voté pour le cumul des fonctions publiques avec celles de député, étant lui-même concerné, cumulant ses fonctions au Conseil d'État avec son mandat parlementaire. Il vote contre l'indemnité Pritchard.
Il est réélu en 1846 au 1er tour avec 57 % des suffrages exprimés, contre deux autres candidats. Il est favorable à une réforme électorale dans le sens de l'adjonction des capacités. 
Ferdinand de Jouvencel signe en 1848 la demande de mise en accusation du ministère Guizot, puis il se rallie au gouvernement républicain.

### Conseiller d'État, opposant au coup d'État
Le gouvernement provisoire le nomme Conseiller d'État. Il signe la protestation de ce corps contre le coup d'État du 2 décembre 1851, et quitte alors la vie publique. 
Admis à la retraite à la date du 21 juin 1852, Ferdinand de Jouvencel passe presque tout le second Empire à l'écart des affaires publiques. Il accepte seulement des fonctions bénévoles, comme président du bureau d'assistance judiciaire près le conseil d'État. Il fait une seule tentative, infructueuse, pour entrer au Corps législatif, en 1863.

### Préside le Conseil d'État provisoire, puis est de nouveau député

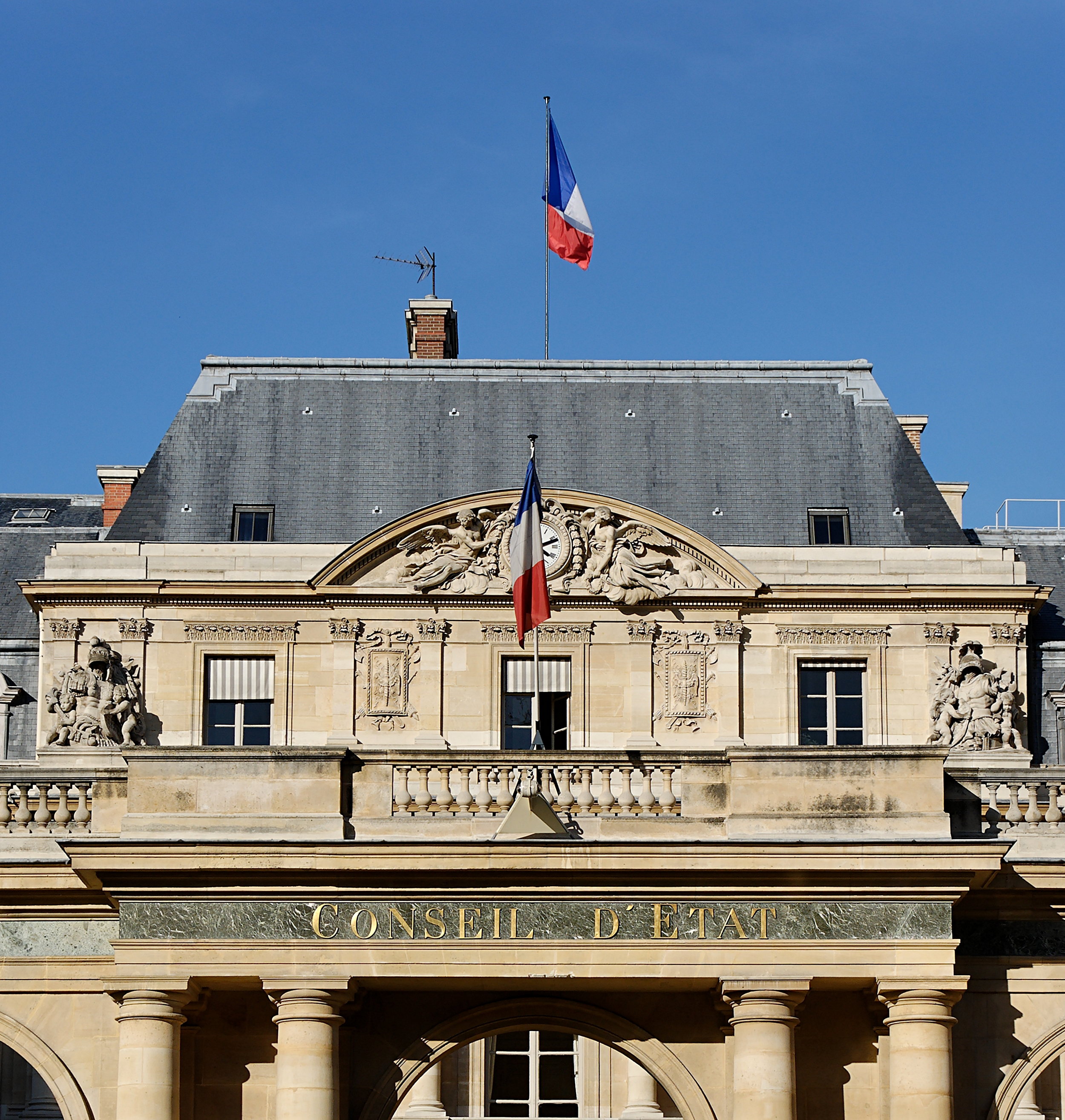
Jouvencel préside le conseil d'État provisoire en 1870-1871.

Après la proclamation de la République le 4 septembre 1870, Ferdinand de Jouvencel est nommé membre de la commission provisoire remplaçant le conseil d'État. Ses collègues le choisissent pour président du conseil d'État provisoire.
Il est candidat aux élections complémentaires du 2 juillet 1871 à l'Assemblée nationale, en Seine-et-Oise, où il possède de vastes propriétés à La Ferté-Alais dans l'arrondissement d'Étampes. Il est élu représentant de ce département, comme républicain modéré, par 51 170 voix sur 81 398 votants, et 132 708 inscrits. Constitutionnel, libéral et catholique fervent,, il siège à gauche au sein du groupe de la gauche républicaine, soutient la politique de Thiers, se prononce contre le pouvoir constituant de l'Assemblée, pour le retour à Paris, mais ne prend pas activement part aux débats. 
Jouvencel, malade, ne peut plus se rendre à l'Assemblée à partir de janvier 1873. Il meurt au cours de la législature, le 29 juin 1873, après une maladie de plusieurs mois. Il est inhumé au cimetière du Père Lachaise (division 9), à Paris. 
Il est chevalier de la Légion d'honneur depuis 1836.

## Vie de famille
Il épouse en 1838 Pauline Caroline Mala (morte en 1898), fille de l'avocat Antoine François Mala et de Françoise Michelle Émilie Tripier, petite-fille de l'avocat et député Nicolas Tripier (1765-1840) et nièce de son collègue au conseil d'État Felix Tripier (1804-1882) ; la carrière de celui-ci sera semblable à la sienne, y compris la démission au lendemain du coup d'État du 2 décembre. 
Sa femme hérite en 1842 de son grand-père le Château de Brandon.
Ils ont comme enfants :
- Paul Henri Aldegonde Olivier de Jouvencel (né en 1844), polytechnicien, sous-préfet de Fontainebleau en 1877[13].
- Malvina Marie de Jouvencel, qui épouse Charles Fortuné Léonce de Masin, colonel d'état-major[14].

## Mandats parlementaires
- 9 juillet 1842 - 1er août 1846 : Député de Paris (ancien 10e), centre gauche.
- 1er août 1846 - 1848 : Député de Paris (ancien 10e), centre gauche.
- 2 juillet 1871 - 1873 : Député de Seine-et-Oise, gauche républicaine.

## Décorations
Chevalier de la Légion d'honneur, 1836.

## Écrits
- Observations sur le projet de loi relatif aux chemins de fer de l'Ouest, par M. F. de Jouvencel, ..., Paris, Duverger, s.d. (juillet 1847).
- A Messieurs les électeurs du département de Seine-et-Oise, adresse du 22 juin 1871, Paris, 1871.